# Coronopus
Coronopus of varkenskers is een geslacht van planten in de kruisbloemenfamilie.
De naam is afgeleid van het Griekse woord voor 'kraaienpoot'.

## Taxonomie
Het geslacht kent ongeveer 10 soorten. De meeste soorten komen voor in het Middellandse Zeegebied, enkelen zijn afkomstig uit Zuid-Amerika.
Volgens onderzoek door Ihsan A. Al-Shehbaz, Klaus Mummenhoff en Oliver Appel hoort het geslacht thuis in het geslacht Lepidium.

## Verspreiding
In Nederland komen de Kleine varkenskers en de Grove varkenskers voor.